# Karen Denise King
Karen Denise King (Washington, D.C., 6 de julho de 1971 – 24 de dezembro de 2019) foi uma matemática afro-estadunidense, diretora de programa na Fundação Nacional da Ciência (NSF). Voltada à educação matemática, foi AWM/MAA Falconer Lecturer em 2012.

## Vida e formação
Karen Denise King nasceu em 6 de julho de 1971 em Washington, D.C.. Foi selecionada para o Programa de Bolsas de Mulheres em Ciência e Engenharia (Women in Science and Engineering - WISE) da National Aeronautics and Space Administration (NASA) no Spelman College como estudante de graduação e obteve o diploma em matemática Magna Cum Laude em 3 anos. Em seguida frequentou a Universidade de Maryland com uma bolsa da NSF e obteve um Ph.D. em educação matemática em 1997, orientada por Patricia Forsythe Campbell, com a tese Instructor decision making in reform-oriented undergraduate mathematics classrooms.

## Carreira
King começou sua carreira como professora assistente na Universidade Estadual de San Diego em 1997. Em 1999 foi para a Universidade Estadual de Michigan. Em 2006 mudou-se para a Universidade de Nova Iorque como professora associada. Enquanto professora concentrou suas pesquisas e publicações na reforma da matemática, na preparação matemática de professores do ensino fundamental e médio e nas políticas de desenvolvimento profissional em matemática. Foi Diretora de Pesquisa do National Council of Teachers of Mathematics em 2011, onde foi co-autora do livro Disrupting Tradition: Research and Practice in Mathematics. Mais tarde foi diretora de programa da NSF para educação e recursos humanos. Em 2012 foi homenageada como AWM/MAA Falconer Lecturer e atuou na equipe de redatores que escreveu o The Mathematical Education of Teachers II. Também atuou como editora associada do Journal for Research in Mathematics Education de 2001 a 2004 e foi membro da Mathematical Association of America por dezenove anos.
O trabalho de King foi reconhecido pela Mathematically Gifted & Black, onde foi apresentada como uma homenageada do Black History Month 2020.

## Publicações
Co-Autora
- King, K.D., Tate, William F., Anderson, Celia R., (2011) Disrupting Tradition: Research and Practice in Mathematics. Reston, VA:National Council of Teachers of Mathematics

Contribuidora
- American Mathematical Society. (2012) The Mathematical Education of Teachers II (Cbms Issues in Mathematics Education). American Mathematical Society
- RAND Mathematics Study Panel. (2003). Mathematical proficiency for all students: Toward a strategic research and development program in mathematics education. Santa Monica, CA: RAND Education.

Capítulo em livro
- Rasmussen, C., Yackel, E., & King, K. (2003). Social and sociomathematical norms in the mathematics classroom. In R. Charles (Ed.). Teaching mathematics through problem solving: It's about learning mathematics. Reston, VA: National Council of Teachers of Mathematics.
- King, K. D., Hillel, J., & Artigue, M. (2001) Technology. In D. Holton (Ed.). Teaching and Learning in University Level Mathematics (Results of the ICMI Study). Dordrecht: Kluwer Academic Publishers.